# فالي ماكيلا
فالي ماكيلا (بالفنلندية: Valle Mäkelä)‏ هو سائق سيارة سباق ومهندس فنلندي، ولد في 2 فبراير 1986 في Laitila ‏ في فنلندا.

## وصلات خارجية
- الموقع الرسمي
- فالي ماكيلا على موقع DriverDB.com (الإنجليزية)